# 인디애나폴리스 레이서스
| 인디애나폴리스 레이서스 |                                         |
| 디비전                  | 이스트 디비전 (1974년~1978년)           |
| 설립연도                | 1974년                                  |
| 해체연도                | 1978년                                  |
| 역사                    | 인디애나폴리스 레이서스 (1974년~1978년) |
| 경기장                  | 마켓 스퀘어 아레나                      |
| 연고지                  | 인디애나주 인디애나폴리스               |
| 상징색                  | 파랑, 하양, 빨강                        |
| 구단주                  | -                                       |
| 단장                    | -                                       |
| 감독                    | -                                       |
| 애브코 월드 트로피      | -                                       |
| 시즌 우승               | 1 (1976)                                |
| 디비전 우승             | 1 (1976)                                |
| 영구 결번               | -                                       |

인디애나폴리스 레이서스(Indianapolis Racers)는 1974년부터 1978년까지 인디애나주 인디애나폴리스를 연고지로 하는 WHA 소속 아이스 하키팀이다.

## 역대 홈경기장
| 경기장                  | 사용기간      | 수용인원 | 장소                      | 비고 |
| ----------------------- | ------------- | -------- | ------------------------- | ---- |
| 인디애나폴리스 레이서스 |               |          |                           |      |
| 마켓 스퀘어 아레나      | 1974년~1978년 | 15,993명 | 인디애나주 인디애나폴리스 | 빈칸 |

## 같이 보기
- 인디애나폴리스 아이스
- 인디 퓨얼